# マウント・オーバーン墓地
マウント・オーバーン墓地（マウント・オーバーンぼち、英: Mount Auburn Cemetery）は、マサチューセッツ州ミドルセックス郡、ケンブリッジとウォータータウンの境界線上、ボストンから西に4マイル (6.4km) の位置に所在するアメリカ合衆国初の田園墓地（庭園墓地）である。ここには多くの著名なボストン・ブラーミンが埋葬されている。
設立は1831年、敷地面積は175エーカー (0.71 km2)である。起伏をつけて造園された土地に、古典様式のモニュメントが配された景観は、植民地時代の埋葬地や、教会に接した墓地といった慣習からの脱却をあらわにしている。こうした田園墓地の誕生は、墓地を "graveyard" ではなく、ギリシア語の「眠る場所」に由来する言葉である "cemetery" と表現することが好まれるようになった時期と一致している。この言葉と考え方の変化は、従来の墓地や教会の埋葬地が示していた、死や来世に対する厳格な考えを凌ぐものとなった。
マウント・オーバーン墓地は、19世紀の田園墓地の発展における先駆的役割により、2003年に国定歴史建造物に指定された。

## 歴史
所在地は、元々ストーン・ファームという名前の地域であり、ハーバード大学の学生に古くから親しまれてきた森が広がっていた。「オーバーン」という名前は、1770年のオリヴァー・ゴールドスミスの詩集『寒村行』に登場する地名にちなみ、学生たちがこの地域を "Sweet Auburn" と呼んだことに由来する。
マウント・オーバーン墓地は、ヘンリー・アレクサンダー・スキャンメル・ディアボーンが中心となり、ジェーコブ・ビゲローと
アレクサンダー・ワーズワースの協力を得て、パリのペール・ラシェーズ墓地にインスピレーションを受けて設計された。また、マウント・オーバーン墓地自身もブルックリン区のグリーンウッド墓地、バージニア州リッチモンドのハリウッド墓地や、ロンドンのアブニー・パーク墓地など、後に建設された田園墓地に影響を与えている。
医師であったビゲローは、教会に埋葬することへの衛生面と、都市部の用地不足に懸念を抱いており、1825年には既にマウント・オーバーン墓地の構想を持っていた。構想から5年後、マサチューセッツ州園芸協会の援助を受け、マサチューセッツ州議会が、庭園または田園墓地用地として認可した70エーカー (0.28 km2)の土地を6,000ドルで取得し、マウント・オーバーン墓地を設立、その後、用地を170エーカー (0.69 km2)まで拡大した。正門はエジプト復活様式で建設され、US$10,000(2023年時点の$286,125と同等)の費用を要した。マウント・オーバーン協会の初代会長には、合衆国最高裁判所の陪席判事であるジョセフ・ストーリーが就任、1831年に開園した。9月24日に行われた献堂式のストーリーの演説は、向こう30年間にわたり、数多くの演説のモデルとされた。ゲリー・ウィルズは、この演説がリンカーン大統領のゲティスバーグ演説に影響を与えた、重要な前例の一つであると考えている。
マウント・オーバーン墓地は、アメリカにおける田園墓地に対する関心が高まった時期に設立された。また、設立当初には、その静謐な空気を守るため、墓地の使用に対し厳格な制約が設けられた。管理者は不適切なモニュメントの撤去を行う権利を有しており、敷地内の自動車利用は「所有者」（墓地の区画の所有者）に限られ、日曜・祝日の入場も所有者しか認められなかった。ただし、当時のボストンにおける宗教多元主義の高まりを反映し、宗教による墓地の使用の縛りは無く、公衆へ広かれていた。
1840年代当時、マウント・オーバーン墓地は、ナイアガラの滝、マウントバーノンと並ぶ、人気観光地の一つとして見られていた。1846年、当時16歳のエミリー・ディキンソンは、マウント・オーバーン墓地を訪れた印象を手紙に記している。また、1848年は、単年で推定6万人もの人が訪れていた。

## 建築物
マウント・オーバーン墓地には注目すべき3つの建物が存在している。ジョージ・ワシントンにちなんで名づけられたワシントンタワーは、ビゲローが設計し、1852年から1854年にかけて建設された。クインシーの花崗岩で造られた62フィート(19m) の建物からの眺望は、マウント・オーバーン墓地周辺一帯を一望できる。
Bigelow Chapel は、1840年代に建設され、1850年代にタワーと同様に花崗岩を使って再建された。1899年には建築家ウィラード・T・シアーズ指揮のもと、火葬場を併設するために改修された。1924年にはアレンとコリンズにより内装の改修が行わた。これらの改修の後も、スコットランドの企業Allan & Ballantyneの制作したステンドグラスの窓は、そのまま残されている。
1870年、追加の祭場が必要となり、マウント・オーバーン・ストリートの向かい側の土地を購入しレセプションハウスが建設された。その後、1980年代に、正門に隣接して建設されたStory ChapelおよびAdministration Buildingが、そのレセプションハウスを担うようになったため、祭場として利用されなくなった。ナサニエル・ジェレミア・ブラッドリーが設計した初代のレセプションハウスは、墓地と同様にアメリカ合衆国国家歴史登録財に登録された。
2代目のレセプションハウスであるStory ChapelおよびAdministration Buildingは、ウィラード・シアーズにより設計され「イングランドゴシック建築の垂直様式（en:English Gothic architecture#Perpendicular Gothic）」と特徴づけ、ポツダム砂岩を使い建設された。Story Chapelは、1929年にアレンとコリンズにより、ニューイングランドの芸術家、アール・E・サンボーン作のステンドグラスを使用して改修された。

## 著名人の埋葬
2003年時点で9万3千人が墓地に埋葬されている。また、設立当初より多くの歴史的に重要な人物の埋葬に使われており、特にハーバード大学に関連したボストン・ブラーミンやボストン・エリートが、著名なユニテリアンと同じ様に埋葬されている。